# Vauxhall 23-60
La 23-60 è un'autovettura prodotta dalla Vauxhall dal 1922 al 1925.

## Storia
Annunciata nel luglio del 1922, condivideva molti componenti con la più potente 30-98.
La 23-60 ha sostituito la Vauxhall 25. Quest'ultimo modello, che fu anche in servizio durante la prima guerra mondiale, fu la base per lo sviluppo della 23-60. La 23-60 rimase in produzione fino al lancio della Vauxhall 25-70, che fu annunciata nell'ottobre del 1925, quindi poco prima dell'acquisto della Vauxhall da parte della General Motors.

## Caratteristiche tecniche
La leva del cambio manuale e quella del freno di stazionamento (che agiva solo sulle ruote posteriori) erano sulla destra del guidatore. I pedali dell'acceleratore e del freno (agente invece sulla trasmissione e sulle ruote anteriori) erano posizionati piuttosto vicini.
Il motore era quattro cilindri in linea ed aveva una cilindrata di 3.969 cm³. L'alesaggio e la corsa erano, rispettivamente, di 95 mm e 140 mm. Questo propulsore a benzina era a valvole in testa ed erogava 60 CV a 2.000 giri al minuto. Il motore erano montato anteriormente, e la trazione era posteriore.
Lo sterzo era a vite senza fine, e le sospensioni erano a balestra semiellittica sia all'avantreno che al retrotreno.
Il modello era offerto in quattro tipi di carrozzeria: torpedo, limousine, landaulet e cabriolet. Il primo corpo vettura citato poteva ospitare fino a cinque passeggeri, mentre tutti gli altri erano in grado di trasportare fino a sette persone.